# Ozero Kazionnoje (sjö i Belarus)
Ozero Kazionnoje (ryska: Озеро Казённое) är en sjö i Belarus.   Den ligger i voblasten Vitsebsks voblast, i den nordöstra delen av landet, 230 km öster om huvudstaden Minsk. Ozero Kazionnoje ligger 164 meter över havet. Arean är 0,18 kvadratkilometer. Den sträcker sig 0,7 kilometer i nord-sydlig riktning, och 0,5 kilometer i öst-västlig riktning.
I omgivningarna runt Ozero Kazionnoje växer i huvudsak blandskog. Runt Ozero Kazionnoje är det glesbefolkat, med 17 invånare per kvadratkilometer.